# Alter Garnisonfriedhof

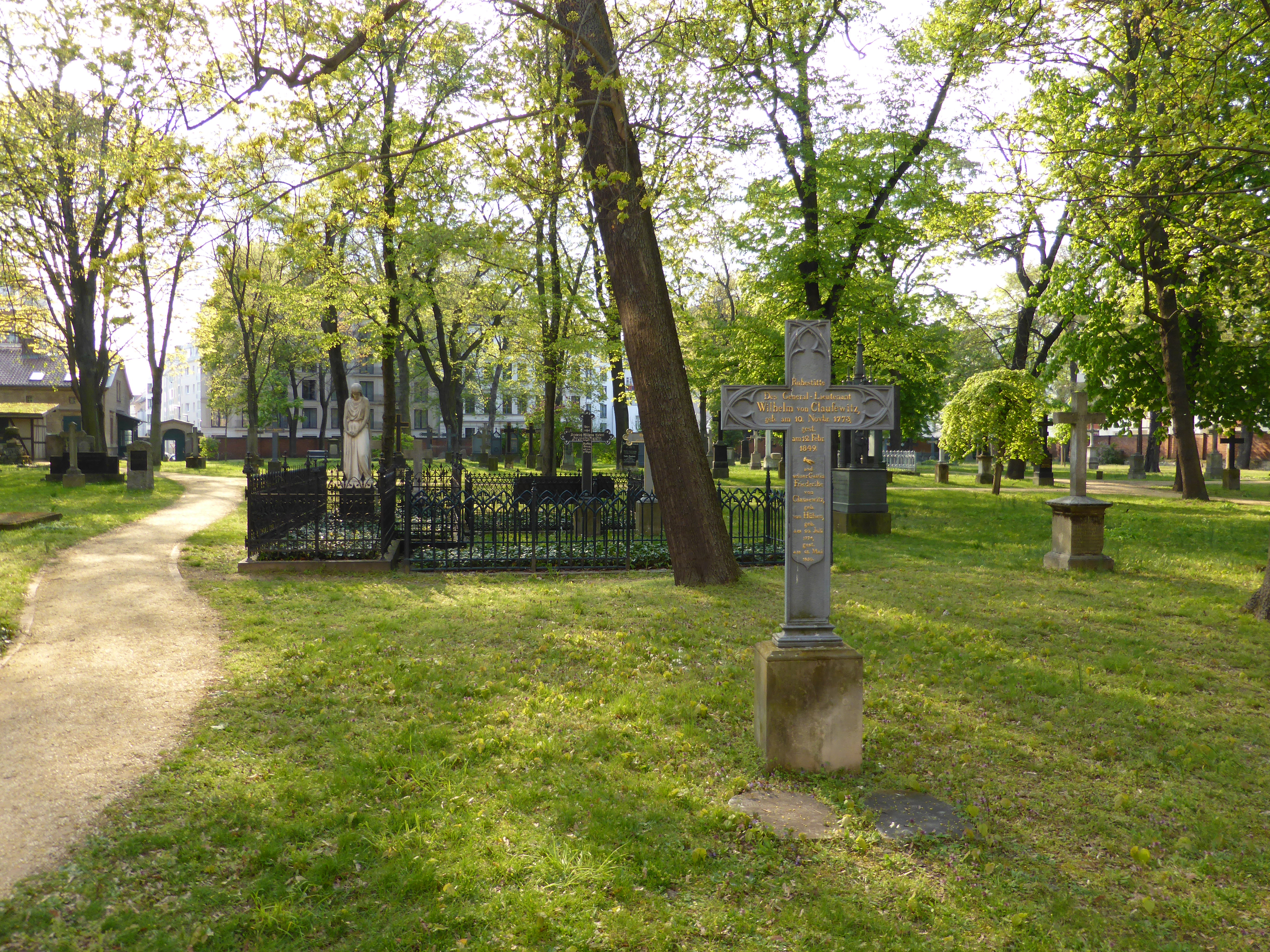
Alter Garnisonfriedhof

Alter Garnisonfriedhof är en tidigare begravningsplats i stadsdelen Mitte i Berlin, belägen vid Kleine Rosenthaler Strasse och Linienstrasse i Scheunenviertel. Den var i bruk från omkring 1706 till 1961. Sedan 1970-talet är begravningsplatsen bevarad som en kulturminnesmärkt park, med 180 av de ursprungligen 489 gravarna bevarade.

## Historia
Begravningsplatsen var ursprungligen betydligt större och anlades utanför Berlins fästningsvallar, mellan de historiska stadsportarna Rosenthaler Tor och Schönhauser Tor. Den tjänade som begravningsplats för den gamla Garnisonskyrkans församling, som bestod av den militära garnisonen som var inkvarterad innanför stadens portar. Kyrkan låg vid dagens Garnisonskirchplatz och förstördes i andra världskriget. Den östra delen, omgärdad av ett enkelt plank, där meniga soldater begravdes, var full och stängdes 1867, och de flesta militärbegravningar från mitten av 1800-talet och framåt skedde på de nya begravningsplatser som anlagts i stadens utkanter, bland annat Neuer Garnisonfriedhof vid Hasenheide (idag Friedhof Columbiadamm). Gravarna flyttades i samband med nybyggnation på platsen. Den idag bevarade delen är den västra, muromgärdade delen som tjänade som officerskyrkogård. Efter att gravsättning i kyrkor förbjudits i 1794 års Allgemeines Landrecht kom även många adliga och högt uppsatta officerare att begravas på kyrkogården, och därigenom utvecklades kyrkogården under 1800-talet till att bli sista viloplats för många framstående preussiska militärer.
Under andra världskriget användes Alter Garnisonfriedhof även som krigsbegravningsplats, delvis med massgravar. Under 1950-talet avvecklades begravningarna med undantag för befintliga släktgravar och 1961 stängdes begravningsplatsen för gott. Till följd av det dåliga skicket övervägde Östberlins myndigheter att helt jämna begravningsplatsen med marken, men istället kom man under 1970-talet att omvandla ytan till park, med en del av de ursprungliga gravarna bevarade.

## Minnesmärken
De bevarade gravarna härstammar från 1800-talet och början av 1900-talet. Utmärkande för begravningsplatsen är dess många gjutjärnskors från första halvan av 1800-talet, av hög teknisk kvalitet som bevarat texterna väl läsliga till idag. Här finns också flera exempel på sakralarkitektur från romantiken, nygotiken och jugend. Bland de kända konstnärer som medverkat i utformningen av gravarna kan nämnas Karl Friedrich Schinkel. Ett exempel på gravutsmyckningar från 1900-talet är Malcomessgraven med en sörjande gestalt i naturlig storlek.

## Personer begravda på Alter Garnisonfriedhof

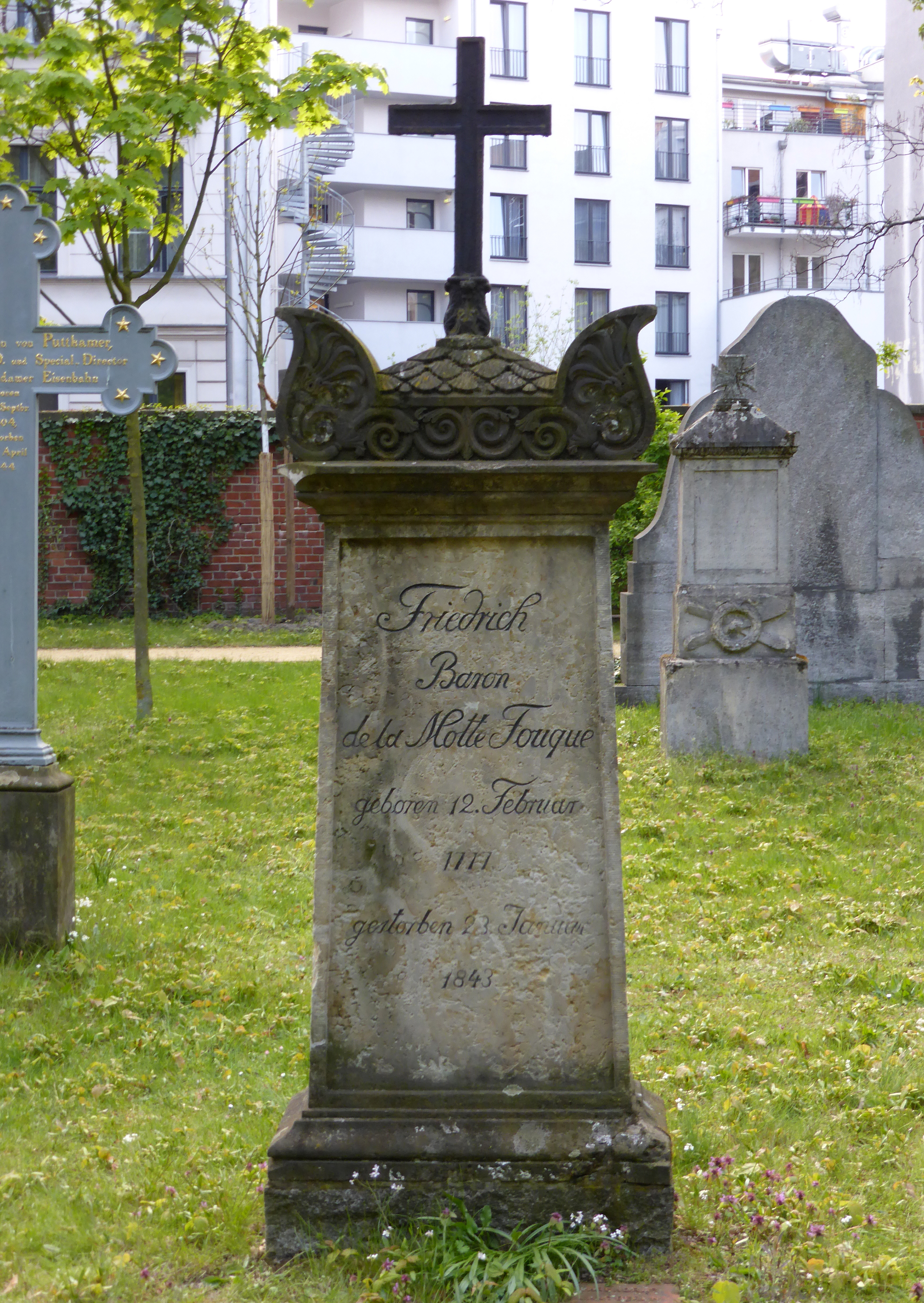
Friedrich de la Motte Fouqués grav.

- Albert von Boguslawski (1834–1905), general
- Ludwig von Borstell (1773–1844), general (graven ej bevarad)
- Emil Frommel (1828–1896), teolog och författare
- Karl Friedrich von dem Knesebeck (1768–1848), fältmarskalk
- Ludwig Adolf Wilhelm von Lützow (1782–1834), general
- Friedrich de la Motte Fouqué (1777–1843), major och poet
- Julius von Voss (1768–1832), författare